# Calce
Calce er en by og kommune i departementet Pyrénées-Orientales i Sydfrankrig.

## Geografi
Calce ligger på Roussillon-sletten 15 km nordvest for Perpignan. Calce grænser op til kommunerne Cases-de-Pène, Baixas, Villeneuve-la-Rivière, Pézilla-la-Rivière, Montner og Estagel.

## Borgmestre
| Navn                  | Periode     |
| --------------------- | ----------- |
|                       |             |
| Gil Deluncle          | ? - 1815    |
| Pierre Deluncle Vidal | 1815 - ?    |
|                       |             |
| Paul Schramm          | 2001 - 2014 |
| Bruno Valiente        | 2014 -      |

## Demografi

### Udvikling i folketal
| 1962                                                              | 1968 | 1975 | 1982 | 1990 | 1999 | 2007 | 2011 | 2017 |
| ----------------------------------------------------------------- | ---- | ---- | ---- | ---- | ---- | ---- | ---- | ---- |
| 150                                                               | 135  | 116  | 124  | 161  | 185  | 225  | 219  | 210  |
| Tal fra og med 1962 er uden dobbelttælling (sans doubles comptes) |      |      |      |      |      |      |      |      |